# Villas del Rey
Villas del Rey es una localidad del estado mexicano de Guanajuato. Es parte del municipio de Apaseo el Grande. Fue fundada el 15 de junio de 2018.

## Demografía
| Censo | Población |
| ----- | --------- |
| 2020  | 4 166     |